# Kurt Bittel
Kurt Bittel, né le 5 juillet 1907 à Heidenheim an der Brenz (Allemagne) et mort le 30 janvier 1991 dans cette même ville, est un archéologue et préhistorien allemand qui fut président de l'Institut archéologique allemand entre  1960 et 1972. Ses travaux ont porté sur les Hittites en Anatolie et sur les Celtes en Europe centrale. Il a notamment fouillé les sites d'Hattusa (Turquie) et de Heuneburg (Allemagne).

## Biographie
Né le 5 juillet 1907 à Heidenheim an der Brenz (Bade-Wurtemberg), Kurt Bittel est le fils d’Emil Bittel (1872-1947), directeur de banque originaire de Darmstadt et de Berta Pfenning (1884-1974), originaire d’Heidenheim an der Brenz .
Après avoir étudié entre 1926 à 1930 à Heidelberg, Berlin, Vienne et Marburg an der Lahn, il soutient en 1930 sa thèse consacrée aux Celtes dans le Wurtemberg sous la direction de Gero von Merhart (de).

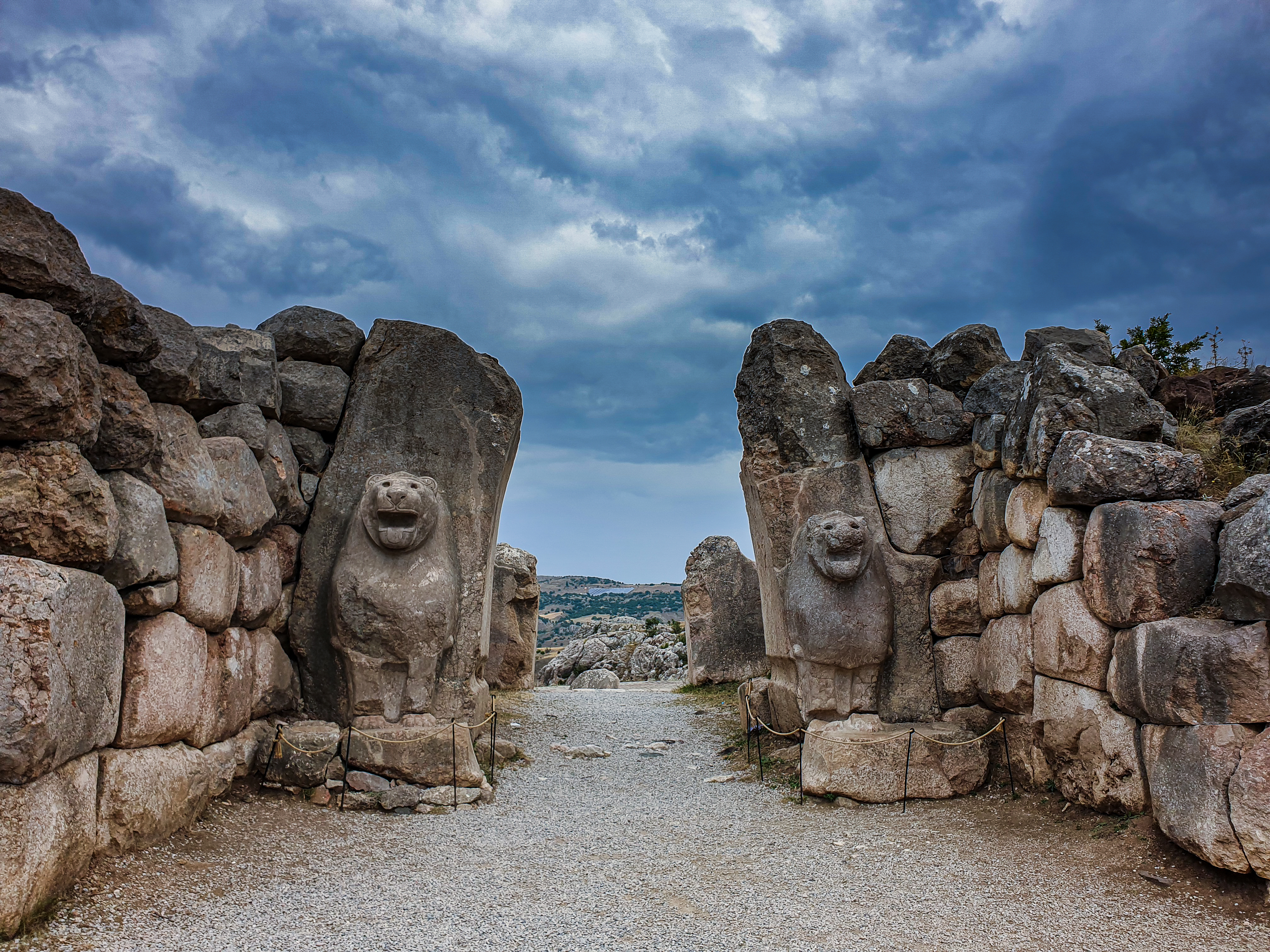
La porte des Lions à Hattusha

Entre 1931 et 1939, il dirige les fouilles annuelles du site archéologique d’Hattusa, près de Boğazkale (Turquie), capitale du royaume hittite. Entre 1938 et 1944, il est directeur de l’Institut archéologique allemand à Istanbul (de). Parlant couramment turc, Kurt Bittel enseigne également à l‘Université d'Istanbul entre 1942 et 1944.
À la suite de la rupture des relations diplomatiques entre l’Allemagne et la Turquie en 1944, il rentre en Allemagne. En 1950, il entreprend de fouiller le site de Heuneburg (Bade-Wurtemberg).
En 1952, Kurt Bittel retourne en Turquie. Il reprend les fouilles du site d’Hattusa, qu’il poursuit jusqu’en 1978. Il dirige parallèlement l’Institut archéologique allemand à Istanbul et enseigne à l’Université d’Istanbul jusqu’en 1960. Entre 1960 et 1972, il dirige l’Institut archéologique allemand à Berlin.
Sa réputation dans le domaine de la hittitologie est internationale. Sa synthèse consacrée aux Hittites est ainsi traduite et publiée en 1976 au sein de la collection Univers des formes, créée par André Malraux. En 1981, il est élu associé étranger de l’Académie des inscriptions et belles-lettres .
À la retraite, de retour dans sa ville d’origine, il s’intéresse de nouveau plus particulièrement à l’archéologie régionale, et notamment aux Celtes. Il décède le 30 janvier 1991 dans sa ville natale, Heidenheim an der Brenz.

## Publications
- (de) Die Kelten in Württemberg, Römisch-Germanische Forschungen 8 (Berlin-Leipzig, 1934)
- (de) Die Felsbilder von Yazιlιkaya. Neue Aufnahmen der deutschen Boğazköy-Expedition 1931 (Bamberg, 1934)
- (de) Prähistorische Forschung in Kleinasien (Istanbul, 1934)
- (de) Die Ruinen von Bogazköy, der Hauptstadt des Hethiterreiches. Kurze Beschreibung (Berlin-Leipzig, 1937)
- (de) Grundzüge der Vor- und Frühgeschichte Kleinasiens (Tübingen, 1950)
- (fr) Les Hittites, L'Univers des formes (Paris, 1976)
- (de) Reisen und Ausgrabungen in Ägypten, Kleinasien, Bulgarien und Griechenland 1930 - 1934 (Stuttgart, 1998)